# Gjensidige
Gjensidige é uma empresa norueguesa que atua na área de seguros.
Entre seus produtos estão: seguros de vida e saúde, seguro de veículos, seguro de acidentes e saúde, seguros para a agricultura e varejo, seguro residencial e patrimonial, seguro de viagem, ela também atua com produtos além do seguros como gestão de ativos, soluções bancárias, planos de pensão, poupança entre outros.
Além da Noruega, tem operações na Dinamarca, Estônia, Letônia, Lituânia e Suécia.
Sua sede fica na cidade de Oslo na Noruega.
Ela foi fundada em 1923, mas suas raízes remontam do inicio do século 19 ou mais precisamente do ano de 1815, ela passou a usar o nome Gjensidige em 1932.
Em março de 2007 recebeu licença para adquirir junto com o banco islandês Kaupthing Bank, 20% das ações da Storebrand, na época houve rumores de uma fusão entre Gjensidige e Storebrand, porém isto nunca chegou a acontecer, em fevereiro de 2014, durante um certo tempo, cheou a ser a segunda maior acionista da empresa com 24,33% de todas as ações, porém em fevereiro de 2014, a Gjensidige se desfez de todas as ações que detinha da Storebrand por 546 milhões de dólares e que correspondia a 20,1% das ações.
De 2007 até 2019, ela teve uma banco online chamado Gjensidige Bank, ele foi vendido ao Nordea por 5.5 bilhões de coroas norueguesas ou 578 milhões de euros em julho de 2018, na época da venda deste banco tinha 176.000 clientes e 4.8 bilhões de euros em volumes de empréstimos, a aquisição foi concluída em março de 2019 e com a mudança de dono, o banco passou a se chamar Nordea Direct a partir de 27 de fevereiro de 2020.